# Ixchela grix
Espèce
Ixchela grix est une espèce d'araignées aranéomorphes de la famille des Pholcidae.

## Distribution
Cette espèce est endémique d'Oaxaca au Mexique,.

## Description
Le mâle holotype mesure 7,80 mm et la femelle 7,80 mm.

## Étymologie
Cette espèce est nommée en l'honneur de Griselda Montiel Parra surnommée Grix.

## Publication originale
- Valdez-Mondragón, 2013 : Taxonomic revision of the spider genus Ixchela Huber, 2000 (Araneae: Pholcidae), with description of ten new species from Mexico and Central America. Zootaxa, no 3608 (5), p. 285-327.